# Паращук, Михаил Иванович
Михаил Иванович Паращу́к (укр. Михайло Іванович Паращук, болг. Михайло Иванович Парашчук; 16 ноября 1878, Варваринцы, Цислейтания — 24 декабря 1963, Баня, Пловдивская область) — украинский и болгарский скульптор, общественный деятель.

## Биография
Родился 16 ноября 1878 года в селе Варваринцы Австро-Венгрии.
Уже в тринадцать лет он работал помощником С. Вуйцика во время отделки костёла в Струсове и позже ратуши в Новы-Сонче. Учился в Краковской и Венской академиях художеств, парижской Академии Жулиана и мастерских Огюста Родена во Франции.
Работал во Львове (1899—1902 и 1910—1911 годах), Варшаве (1902—1905 годы), Мюнхене (1908—1911 годы) и Киеве (1911—1913 годы). В 1913 году Паращук при пересечении австрийско-российской границы был задержан австрийскими властями, обвинен в шпионаже и заключен в концлагерь Талергоф (близ Зальцбурга, Штирия). В 1914 году ему удалось оттуда выбраться. Во время Первой мировой войны Михаил Паращук был активным членом Союза освобождения Украины. В 1915—1918 годах вел курсы скульптуры, гончарного дела и резьбы по дереву для пленных солдат-украинцев Русской императорской армии в лагерях городов Раштатт и Вецлар.
В 1918 году он вернулся на Украину. С 1920 года был секретарём, а затем председателем дипломатической миссии УНР в Таллине, советником представительства УНР в Литве. С 1921 года (по другим данным с 1923 года) Паращук прибыл в Болгарию в качестве представителя Международного Красного креста и поселился в Софии. Позже открыл здесь собственную художественную школу. Этот период творчества художника отмечен наибольшими успехами в жанре портрета и в пластике, создав немало портретов политиков и деятелей культуры Болгарии — Д. Благоева, Д. Крайчева, Г. Делчева и Г. Стайкова; деятелей украинской культуры и политики — М. Грушевского и С. Петлюры; а также украсил скульптурами здания Министерства обороны, Военной академии, Академии наук, Народного театра, библиотеки им. В. Коларова, Национальной библиотеки им. Кирилла и Мефодия, ректората Софийского университета.
В Болгарии Паращук принимал участие в общественной жизни украинской эмиграции, был активным деятелем болгарско-украинского сообщества, организовал съезд украинской эмиграции.
Умер 24 декабря 1963 года в селе Баня Карлова, ныне город Баня Пловдивской области Болгарии; похоронен в Софии. У него осталась дочь, мужем которой был художник, директор Львовской картинной галереи — Иван Иванец.
Посмертно награждён орденом «Кирилл и Мефодий» I степени. Надгробие на его могиле выполнил болгарский скульптор Вежди Рашидов.